# Polycarpaea corymbosa
Polycarpaea corymbosa là loài thực vật có hoa thuộc họ Cẩm chướng. Loài này được (L.) Lam. miêu tả khoa học đầu tiên năm 1797.